# Heterosoma densepunctata
Heterosoma densepunctata är en skalbaggsart som beskrevs av Thierry Bourgoin 1926. Heterosoma densepunctata ingår i släktet Heterosoma och familjen Cetoniidae. Inga underarter finns listade i Catalogue of Life.